# Elektrodynamika
Elektrodynamika je část fyziky, která se zabývá proměnnými elektrickými a magnetickými poli.
Speciálním případem elektrického a magnetického pole jsou stacionární elektrické pole a stacionární magnetické pole, tzn. pole, jejichž makroskopické veličiny nezávisí na čase. Zatímco v případě elektrostatického pole jsou náboje v klidu, u stacionárního elektrického pole se náboje mohou pohybovat, avšak elektrický proud, který svým pohybem vyvolávají, je nezávislý na čase, tzn. je konstantní.
Elektrodynamika ale popisuje i jevy (a to v prvé řadě, ve výše uvedeném odstavci jsou uvedeny méně obecné situace), kdy se náboje pohybují zrychleně. Pouze urychlovaný (zpomalovaný) elektrický náboj (tj. s nenulovým zrychlením) dokáže přenášet změnu silových účinků v prostoru na jiný náboj, takže u tohoto může dojít ke změně síly na něj působící.
Jevy souvisejícími s elektrickým nábojem, který se nachází v klidu, se zabývá elektrostatika.